# Osmaneli
Osmaneli (jusqu'en 1913, Lefke) est une ville et un district de la province de Bilecik dans la région de Marmara en Turquie.